# Haven van Goedereede

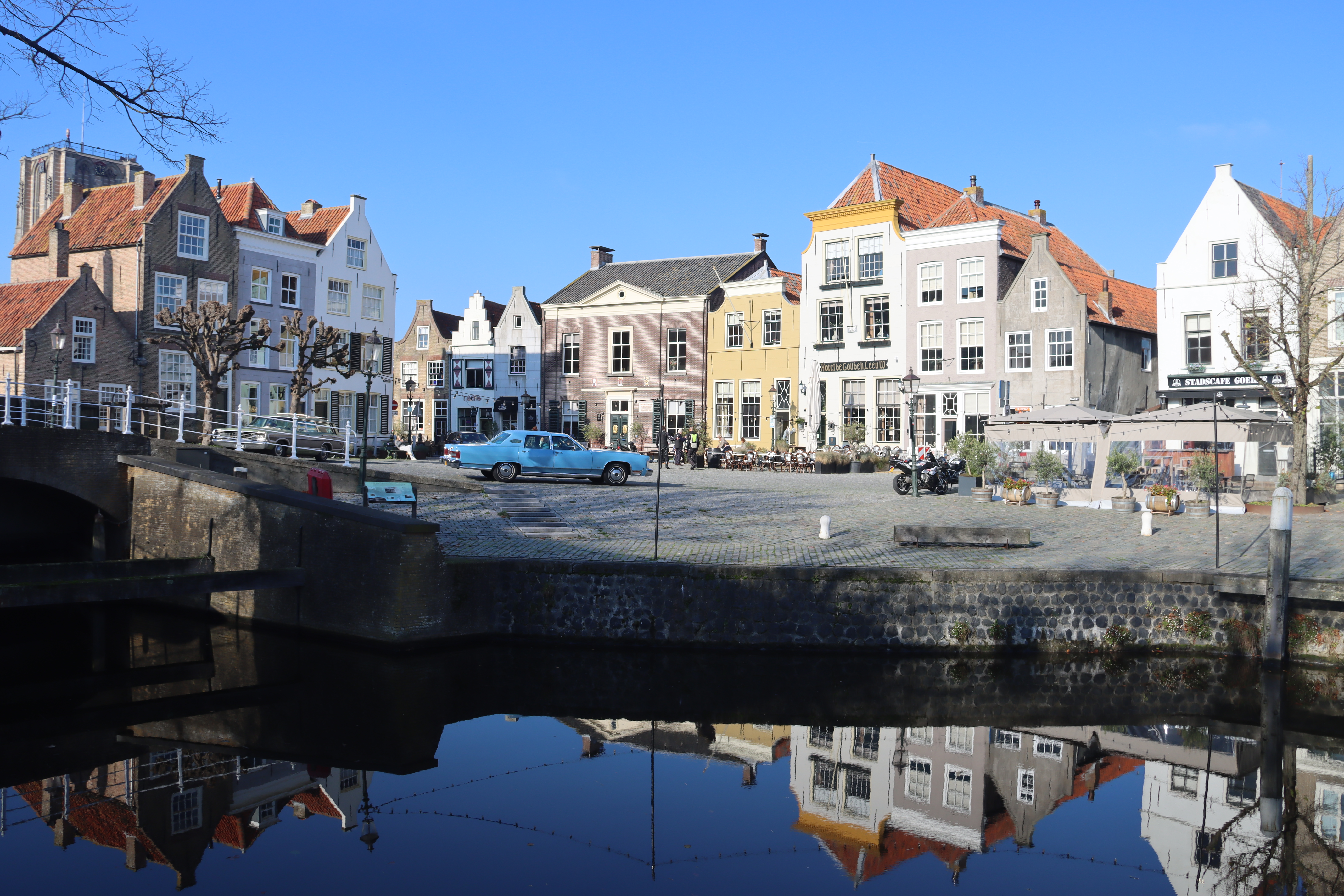
Haven van Goedereede

De haven van Goedereede is de voormalige haven van Goedereede. Goedereede was (zoals de naam aangeeft) een "veilige haven" door de gunstige ligging voor de scheepvaart en kreeg in 1312 stadsrechten (waarin al haringvangst werd vermeld). Rond 1430 kreeg het stadje een haven. In de 15de eeuw verrees een toren (de Havenpoort uit het wapen van Goedereede). Vanaf de zestiende eeuw ontstonden zandbanken bij de haven, waardoor Goedereede steeds moeilijker bereikbaar werd.
De oude haven van ongeveer 20 bij 100 meter heeft een historische spuisluis uit 1593. Na de Watersnoodramp werd de haven in 1958 voor de waterveiligheid afgesloten met een dam, waardoor de schepen niet meer bij Goedereede konden komen. De haven komt uit in een kanaal, dat in verbinding staat met het Haringvliet. Langs de kaai bij de haven en op de Markt staan verschillende historische panden, waaronder het raadhuis van Goedereede en De Gouden Leeuw. Elk jaar in juli vindt het Havenconcert plaats in de oude haven.